# Humming Bird - Ragazze con le ali
Humming Bird - Ragazze con le ali (アイドル防衛隊ハミングバード?, Aidoru bōeitai Hamingubādo) è una serie di light novel di Hitoshi Yoshioka pubblicata da Fujimi Shobō tra il 1993 e il 1994 e composta da due volumi. Da essa è stata tratta una serie di quattro OAV, prodotti da Ashi Productions e pubblicati in Giappone fra il 1993 e il 1995.

## Trama
Le cinque sorelle Toreishi, Kanna, Yayoi, Satsuki, Uzuki e Mina sono delle idol adolescenti, collettivamente conosciute come "The Hummingbirds". Le cinque ragazze sono inoltre cinque piloti provetti dell'aeronautica giapponese. Nell'universo in cui è ambientato l'anime infatti, le forze armate sono state privatizzate e l'aeronautica è gestita dall'industria discografica. Quindi le Hummingbirds devono barcamenarsi fra i concerti e la difesa del loro Paese.

## Personaggi e doppiatori
- Fumie Kusachi: Uzuki Toreishi
- Hekiru Shiina: Mina Toreishi
- Kotono Mitsuishi: Satsuki Toreishi
- Sakiko Tamagawa: Kanna Toreishi
- Yuri Amano: Yayoi Toreishi
- Mika Doi: Hazuki Toreishi
- Yasunori Matsumoto: Kudo

## Episodi
| Nº | Giapponese 「Kanji」 - Rōmaji                                                                    | Prima edizione    | Prima edizione |
| Nº | Giapponese 「Kanji」 - Rōmaji                                                                    | Giapponese        |                |
| 1  | 「アイドル防衛隊ハミングバード」 - Aidoru bōeitai Hamingubādo                                    | 1º settembre 1993 |                |
| 2  | 「アイドル防衛隊ハミングバード '94 夏」 - Aidoru bōeitai Hamingubādo '94 Natsu                   | 1º giugno 1994    |                |
| 3  | 「アイドル防衛隊ハミングバード '95 風の歌」 - Aidoru bōeitai Hamingubādo '95 Kaze no uta         | 1º giugno 1995    |                |
| 4  | 「アイドル防衛隊ハミングバード '95 夢の場所へ」 - Aidoru bōeitai Hamingubādo '95 Yume no basho e | 1º dicembre 1995  |                |